# Американская ассоциация медицинских физиков
Американская ассоциация медицинских физиков (англ. American Association of Physicists in Medicine, AAPM) — некоммерческое научное общество, объединяющее физиков, работающих в области медицины. Основано в 1958 году. Член Американского института физики.
Цели общества заключаются в поощрении применения достижений физики в биологии и медицине, повышении интереса к медицинской физике и смежным областям знаний.

## Состав
По состоянию на 2010 год в состав ассоциации входят более 7000 медицинских физиков.

## Издательская деятельность
Ассоциацией издаётся научный журнал «Medical Physics» (импакт-фактор в 2008 году составлял 3,871), а также монографии и тезисы конференций.

## Медали и премии
Американская ассоциация медицинских физиков присуждает ряд научных медалей и премий за достижения в области медицинской физики. Среди них:
- Премия Уильяма Кулиджа — вручается с 1972 года[5]
- Премия за достижения в медицинской физике — вручается с 1996 года[6]
- Премия Фаррингтона Дэниелса — за лучшую статью по радиационной дозиметрии, опубликованную в журнале «Medical Physics» в течение календарного года, вручается с 1975 года
- Премия Сильвии Соркин Гринфилд — за лучшую статью, опубликованную в журнале «Medical Physics» в течение календарного года, вручается с 1983 года

## История
Американская ассоциация медицинских физиков (англ. American Association of Physicists in Medicine, AAPM) была основана 17 ноября 1958 года в Чикаго. Первым председателем общества становится Гейл Адамс (англ. Gail D. Adams), занимавший это пост в течение трёх лет. В дальнейшем каждый год избирался новый председатель.
С 1974 года обществом издаётся журнал «Medical Physics».